# ムバカンガ
ムバカンガまたはンバカンガ（英語：Mbaqanga）は、南アフリカのズールーの音楽を起源とする音楽のスタイルで、世界中のミュージシャンに影響を与えている。このスタイルは、1960年代初期から始まっている。

## 歴史

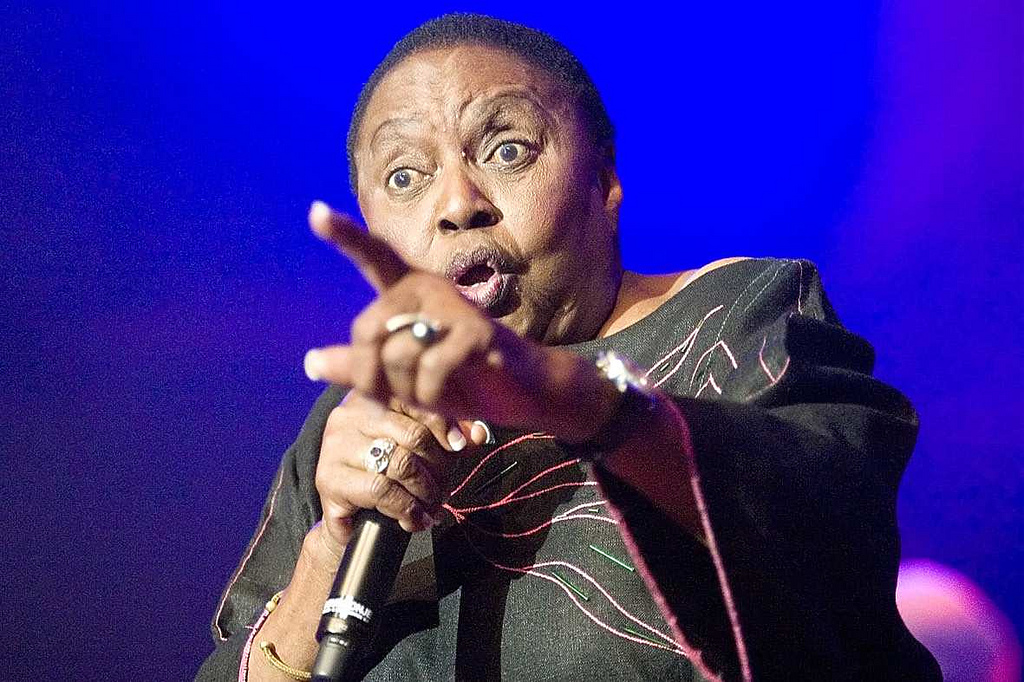
初期のムバカンガのスターであるミリアム・マケバ

南アフリカでは、歴史的にさまざまな人種差別法によって異なる民族の融和を防いでいた。そのため、ほとんどの音楽アーティストは他の民族から知られることはなかった。音楽ジャンルのムバカンガは、この期間である1960年代に発達し、今日まで大部分の主要なレーベルは白人が経営しており、黒人アーティストの所属は極めて少ない。
ズールー語で「mbaqanga」とは、トウモロコシ粉の粥を意味し、日常的に人気のある音楽である。ムバカンガは下層階級の人々に人気があり、都会のアフリカ人にはジャズが人気があった。下層階級の人々は都市に永住することが許されなかったが、地方の田舎では生活を維持することがままならなかった。ムバカンガという音楽は、そうした人たちの精神的な糧となっていった。まさに、「音楽の日々のパン」(musical daily bread) である。
ムバカンガのミュージシャンの収入はわずかだった。例えば、「ソウェトのライオン」ことマハラティーニ（最も有名なムバカンガ歌手の一人）は、貧しいまま死んだ。マハラティーニが示すとおり、南アフリカの黒人ミュージシャンは搾取されていた。1960年代のムバカンガ・グループは、地元のラジオ局では放送してもらえず、レコード店の外で観衆を呼ぶために演奏しなければならなかった。
ムバカンガは、1960年代に南アフリカのシビーン（もぐり酒場）で発展していった。西洋の楽器を使用することにより、ムバカンガが南アフリカ風ジャズに発展していった。音楽的には西洋の楽器編成と南アフリカのボーカルスタイルが融合している。多くのムバカンガの研究者は、マラビ（南アフリカで古くからある音楽）とクウェラ（南アフリカでアメリカン・ジャズを模倣した笛ベースの音楽）が合わさったと考えている。ムバカンガは人種差別がある国で黒人と白人の交流に貢献した。ソフィアタウンなどでムバカンガは支持されたが、白人至上主義の政府がこの時代に終わりをもたらせた。
ムバカンガは、南アフリカ放送協会による駅でのラジオ放送で、人気を得た。初期のアーティストは、ミリアム・マケバやドリー・ラセベ、レッタ・ムブルなどである。ムバカンガは、バブルガムと呼ばれる南アフリカのポップ・ミュージックに取って代わられる1980年代まで、その高い人気を維持した。なお、バブルガムはムバカンガに非常に影響を受けている音楽である。現在も活動している数少ないムバカンガ・バンドに、クール・クルーナーズがある。

### 成り立ち
1950年代中頃までに、南アフリカの民族音楽の人気は、人口が増加する都市に対して高まった。典型的な地域はヨハネスブルグの近くにあるソフィアタウン郡区で、1930年代から黒人が生活する地域である。ソフィアタウンとアレクサンドラは、黒人が土地を所有することができる、珍しい「自由土地保有」地域だった。ソフィアタウンは、新しい音楽の演奏者たちにとって魅力的だった。この地域は急速に発展する黒人音楽文化の重要な苗床となった。しかし、ソフィアタウンの住民がソウェトなどの新設された郡区に強制的に移されたとき、この時代は終わってしまった。
ムバカンガを初期に革新したのは、マッコナ・ツォホーレ・バンドである。ムバカンガは、マラビとクウェラを融和させたもので、マラビの周期的な構造は、ズールーの indlamu のような伝統的なダンススタイルと、ビッグバンド・スウィングが混ざっている。indlamu の要素が入ることにより、「アフリカン・ストンプ」スタイルに発展した。特にアフリカのリズミカルな衝撃が加わったことにより、新しい観衆に受け入れられた。
ギャロ・レコードのアフリカ部門の経営者であるルパート・ボパペは、マッコナ・ツォホーレ・バンドとマハラティーニ、新しい女性コーラスグループマホテラ・クイーンズを引き出した。これはムバカンガが本当に飛びだった時で、マハラティーニ・アンド・マホテラ・クイーンズに加え、ミリアム・マケバやドリー・ラセベ、レッタ・ムブルなどの1950年代からのスターも多くのファンを呼び、ダーク・シティ・シスターズやソウル・ブラザーズも続いた。ムバカンガのミュージシャンは他にはサイモン・ババ・モコエナやウェスト・ンコーシがおり、ンコーシは1990年にマッコナ・ツォホーレ・バンドを脱退してから1998年に亡くなるまでそのソロ・キャリアは成功していた。

### 国際的な人気

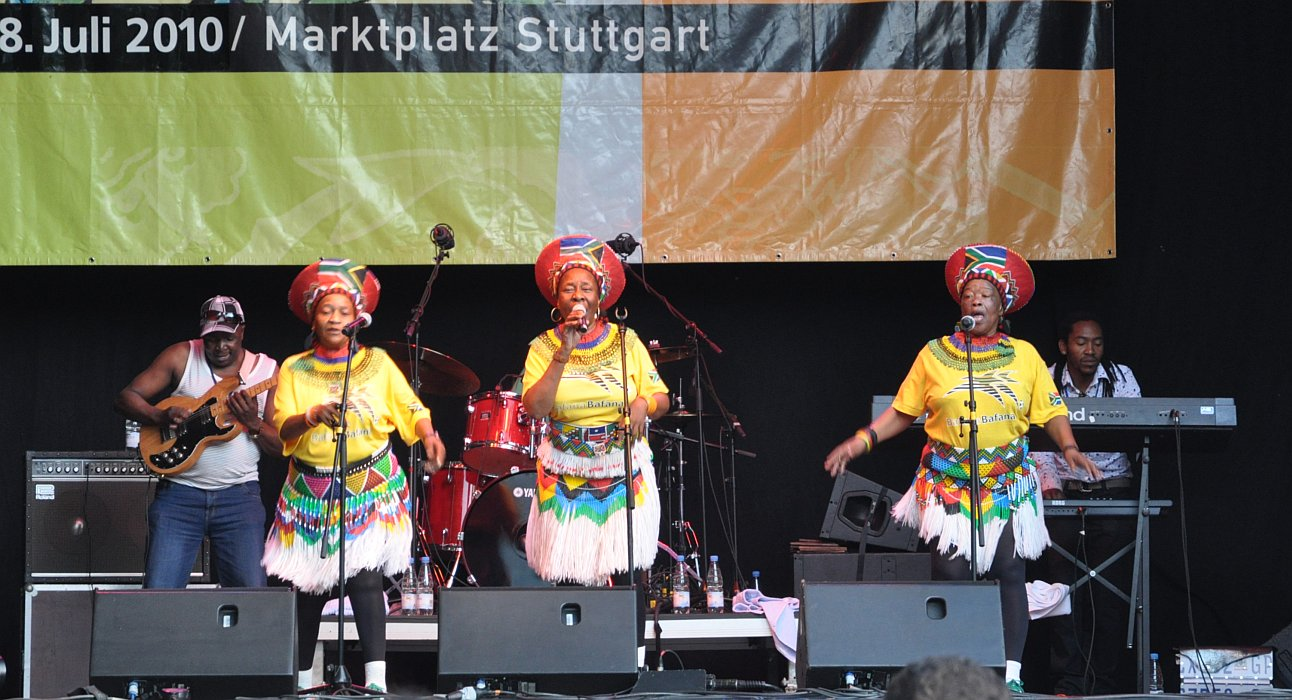
現在も活動しているムバカンガ・グループであるマホテラ・クイーンズ

ムバカンガは1970年代に西側の音楽であるソウルとディスコの影響で、人気が薄らいでいった。労働移住者がスポットライトにあたらなくなり、観衆はより都会化された言語、ボーカル、楽器のスタイルを求めた。しかし、1983年から1986年の間に人気が復活した。それは、アメリカ人ミュージシャンのポール・サイモンが、アルバム『グレイスランド』（1986年）とそのツアーで、南アフリカの音楽を取り入れたためである。マハラティーニ・アンド・マホテラ・クイーンズは、フランスのフェスティバルと、1988年のロンドンでのネルソン・マンデラの70歳バースデイ・コンサートに出演した。彼らのスタイルには、ロビン・オールドなどの南アフリカの白人ミュージシャンも影響されていった。ベテランのアフリカーンス・ピアノ／アコーディオン奏者ニコ・カーステンスは、ムバカンガのヒット曲を制作した。
ムバカンガは、1980年代にバブルガムと呼ばれる新しい音楽ジャンルに取って代わられていた。バブルガムはダンス・ポップで、ムバカンガと他に人気があるアフリカのスタイルに影響されている。1976年にテレビが導入され、バブルガムはすべての人種の音楽として販売が促進された。バブルガムは都市人気が高く、イボンヌ・チャカ・チャカ、ブレンダ・ファシなど多くのミュージシャンが成功した。ムバカンガからのバブルカムへの流れは、さらにクワイトというジャンルへ繋がっていった。
マホテラ・クイーンズやソウル・ブラザーズなど、いくつかのムバカンガ奏者は現在も活動している。ムバカンガは世界中のミュージシャンに影響を与えている。例えば、ノルウェーのグループであるリアル・ワンズは、2003年のアルバム『This is Camping』でムバカンガをトリビュートした楽曲を収録した。